# Tylos Slėnis
Tylos Slėnis, česky lze přeložit jako Údolí Ticha, je název zaniklé osady/vesnice a údolí na pobřeží Kuršského zálivu na Kuršské kose v Litvě. Nachází se ve městě Nida v okrese/městě Neringa v Klaipėdském kraji.

## Další informace
Tylos Slėnis se nachází na severovýchodním úpatí populární písečné duny Parnidžio kopa v národním parku Kuršská kosa. Jednou z hlavních atrakcí je dubová socha - křeslo/židle obryně Neringy (Neringos krėslas) a písčité pobřeží vhodné ke klidnějšímu koupání. Je zde také pestrá mozaika přírody především mezi rostlinami. Pobřežní částí Tylos Slėnis vede okružní turistická stezka Okolo Nidy a přes něj vede naučná stezka Parnidžio pažintinis takas. Na severním začátku údolí stojí kaple zasvěcená obnovení nezávislosti Litvy, která byla postavena v roce 1991. Občasně se v Tylos Slėnis konají folklorní a umělecké programy. V minulosti zde bylo také provozováno zemědělství.

## Galerie

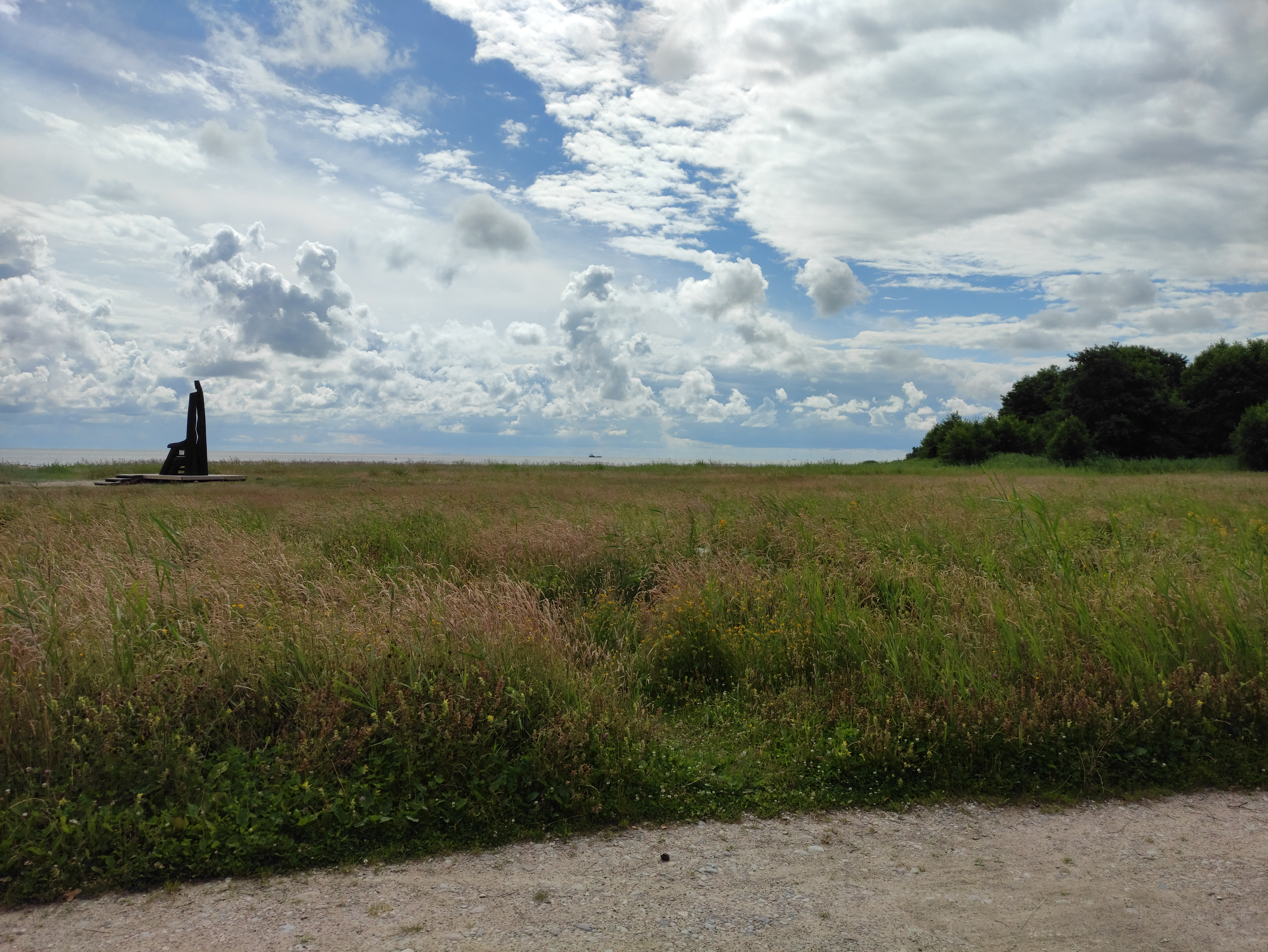